# Ecorreserva Mbatoví

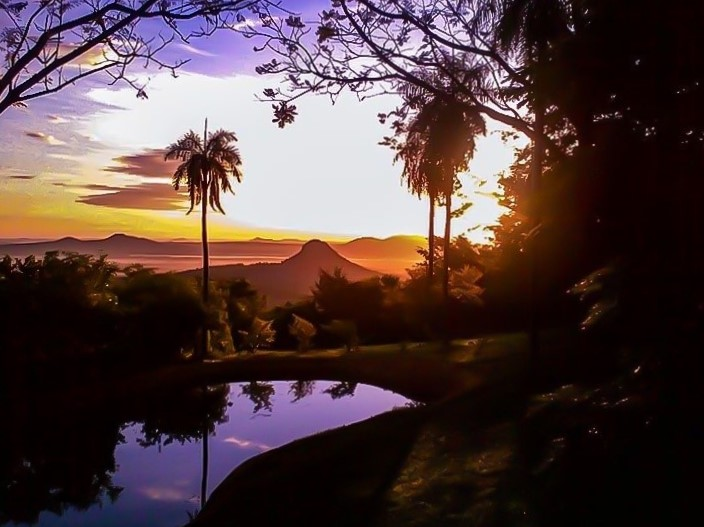
Atardecer en la Eco reserva Mbatoví

La Eco-reserva Mbatoví es un área protegida privada, que preserva uno de los paisajes más bellos del Paraguay. Constituye la Primera Servidumbre Ambiental del país, inscrita en la Dirección General de los Registros Públicos; y está habilitada como Reserva Ecológica Turística por la Secretaría Nacional de Turismo del Paraguay.
En el año 2006, fue declarada “De Interés Turístico Nacional” por la SENATUR; y en el 2007, "De interés Turístico y Ambiental Distrital” por la Junta Municipal de Paraguarí. En el 2010 obtuvo el Premio ADEC como “Emprendimiento Innovador del año”; y en el 2018 fue declarada "De Interés Departamental Educativo, Ambiental y Turístico" por la Gobernación del IX Departamento de Paraguarí.  En octubre de 2019, el Ministerio de Educación y Ciencias del Paraguay, y declaró "De interés educativo" sus actividades de educación ambiental desarrolladas bajo la marca "Bosquescuela Mbatoví".

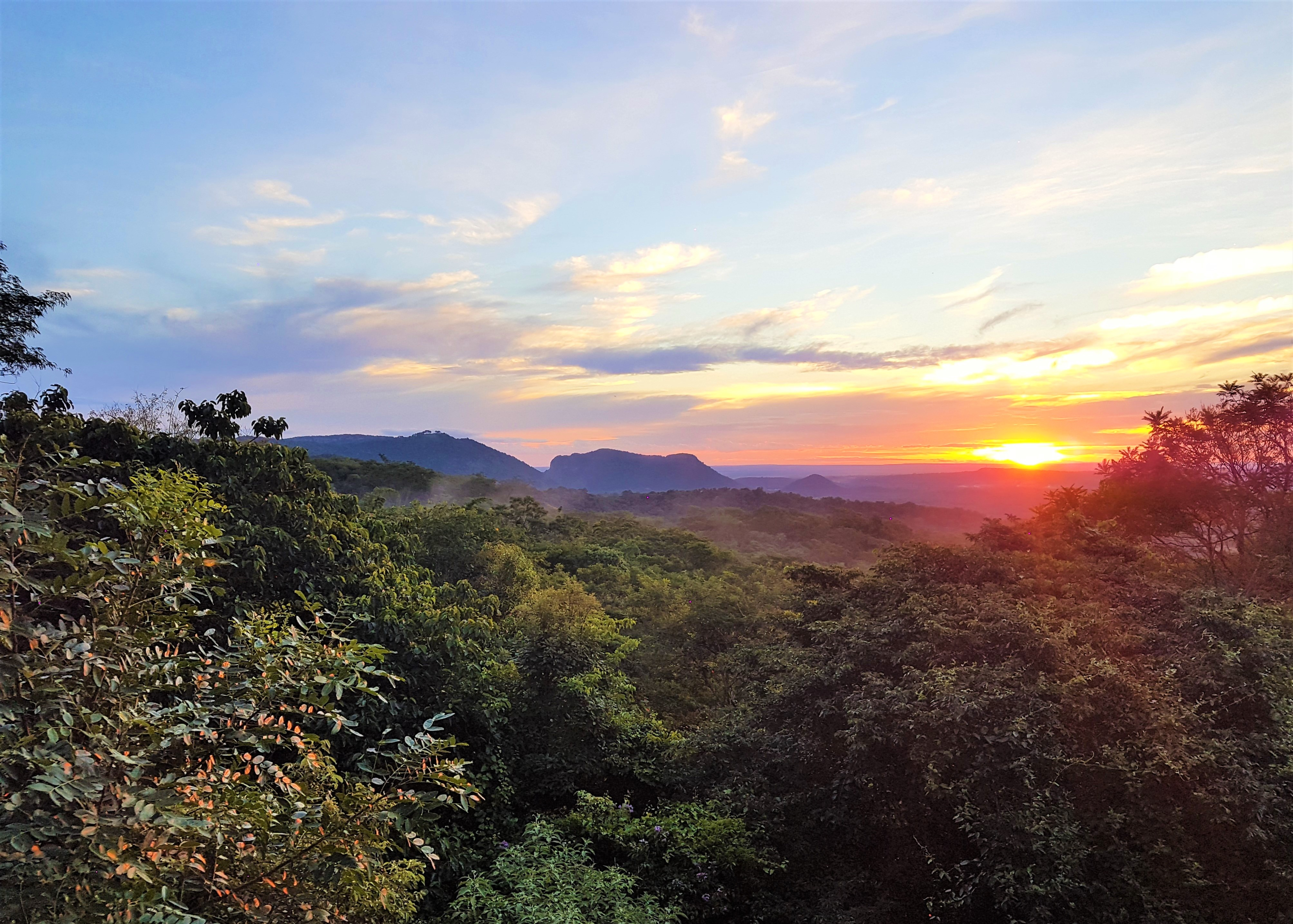
Atardecer desde el mirador principal de la Eco reserva Mbatoví

La Reserva está situada en plena Cordillera de los Altos, en el Departamento de Paraguarí; y forma parte de la ecorregión denominada Litoral Central del Paraguay.  Su acceso está ubicado a 72 km de Asunción,  sobre la ruta asfaltada "Gral. Rogelio R. Benítez" que une las ciudades de Paraguarí y Piribebuy.

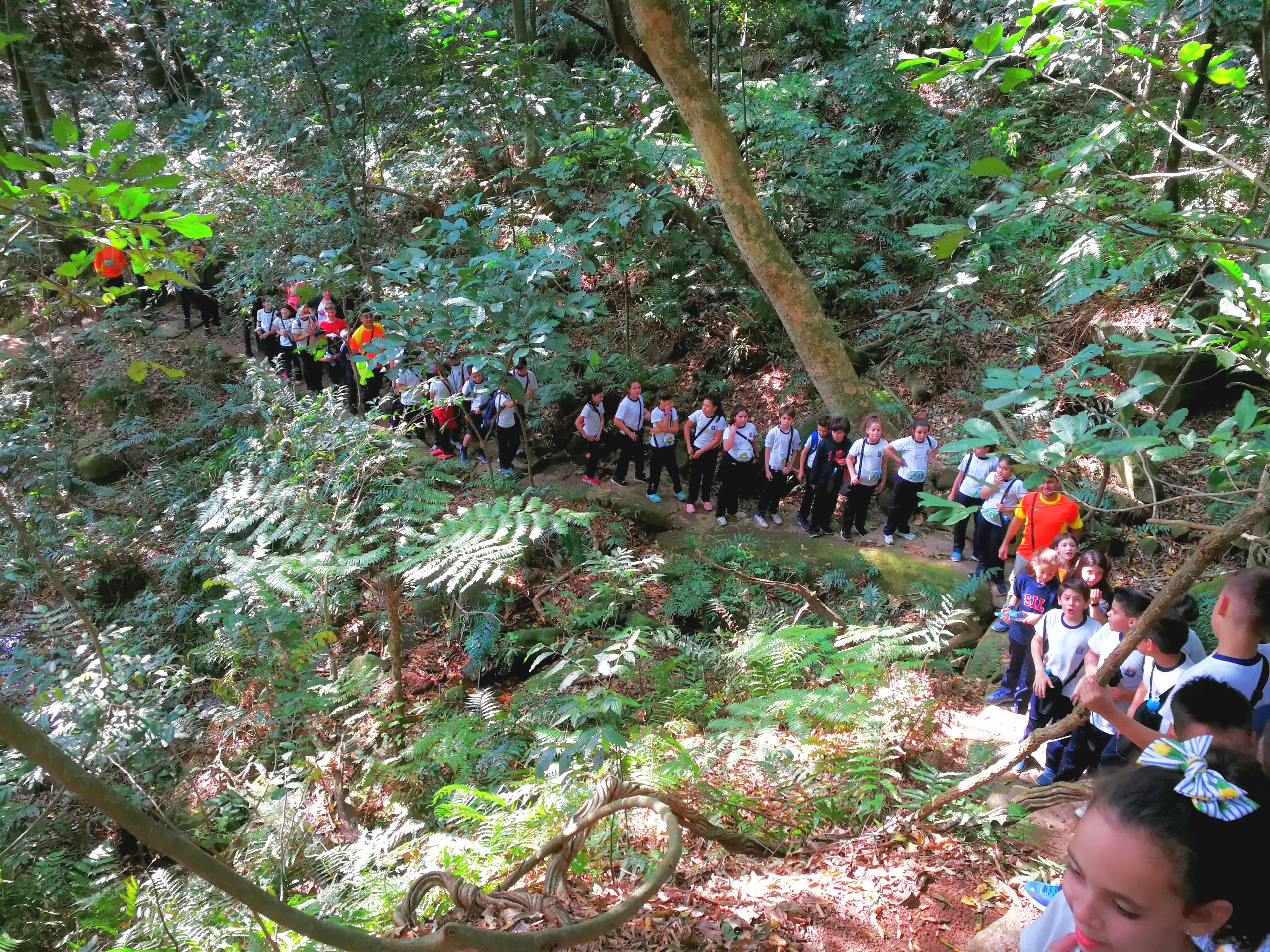
Sendero en la Eco reserva Mbatoví, Paraguay

## Su historia
En el año 1999, los esposos Jacinto Santa María y Marta González Ayala emprendieron la búsqueda de un espacio natural en el que pudieran construir una casa familiar para los fines de semana. Fue así que llegaron hasta un rincón de la Cordillera de los Altos ubicado cerca de la ciudad de Paraguarí desde donde se podía disfrutar de una vista panorámica de la Serranía, y del valle de Pirayú.
Fascinados por la extraordinaria belleza del paisaje, adquirieron el inmueble y decidieron que ese lugar "era demasiado bello como para ser disfrutado por una sola familia"; y por lo tanto decidieron que el sitio debía debía ser protegido y compartido de alguna forma con la gente. Así nació el sueño que hoy convertido en realidad se llama "Eco-reserva Mbatovi".
En el año 2003 concluyeron los trámites de constitución del área protegida, con la inscripción de Mbatoví en la Dirección General de Registros Públicos como la Primera Servidumbre Ambiental del Paraguay.  Jacinto y Marta recorrieron varios países latinoamericanos (Costa Rica, México, Colombia, Perú y Brasil), investigando alternativas de explotación turística que fueran compatibles con la conservación de la naturaleza; y realizaron una importante inversión para permitir la explotación turística sostenible del lugar; dotando a la Reserva de una exclusiva infraestructura concebida con profundo respeto por la naturaleza, con los más altos estándares internacionales de seguridad para los visitantes.
Para  la etapa de operación turística, en septiembre de 2005 fundaron la Empresa Mbatoví SRL, con la MISIÓN de “Conservar la naturaleza y hacer que la gente se sienta bien disfrutando responsablemente de ella; generando al mismo tiempo beneficios para la empresa y para la comunidad, que permitan demostrar que conservar la naturaleza puede ser económica, social y ambientalmente, mucho más conveniente que destruirla”. 
La VISIÓN de Mbatovi es la de “Ser SIEMPRE el mejor parque de ecoaventura del Paraguay”.
Para complementar las actividades de conservación y disfrute responsable de la naturaleza,  en 2019 los propietarios decidieron crear "BOSQUESCUELA MBATOVÍ, un fantástico emprendimiento innovador de educación ambiental, desarrollado en el mágico entorno natural de la Reserva; diseñado por especialistas, con el objetivo de generar conciencia en los niños y adolescentes acerca de la riqueza natural que existe en el Paraguay, y los efectos que las acciones u omisiones humanas causan en el ecosistema, buscando promover una mirada de cuidado y un compromiso personal y social con los demás seres vivos y el ambiente.    
La Eco reserva Mbatoví es también un importante lugar de referencia para el entrenamiento de Equipos de Alto Rendimiento de las más importantes empresas del país, y la realización de actividades diseñadas para influir poderosamente sobre las actitudes y valores de los participantes, mediante un enfoque vivencial en medio de la naturaleza. El objetivo de estas actividades es desarrollar competencias centradas en las personas, principalmente las relacionadas con Inteligencia Emocional, Capacidad de cambio, Trabajo en Equipo y Liderazgo, entre otras.

## Su paisaje

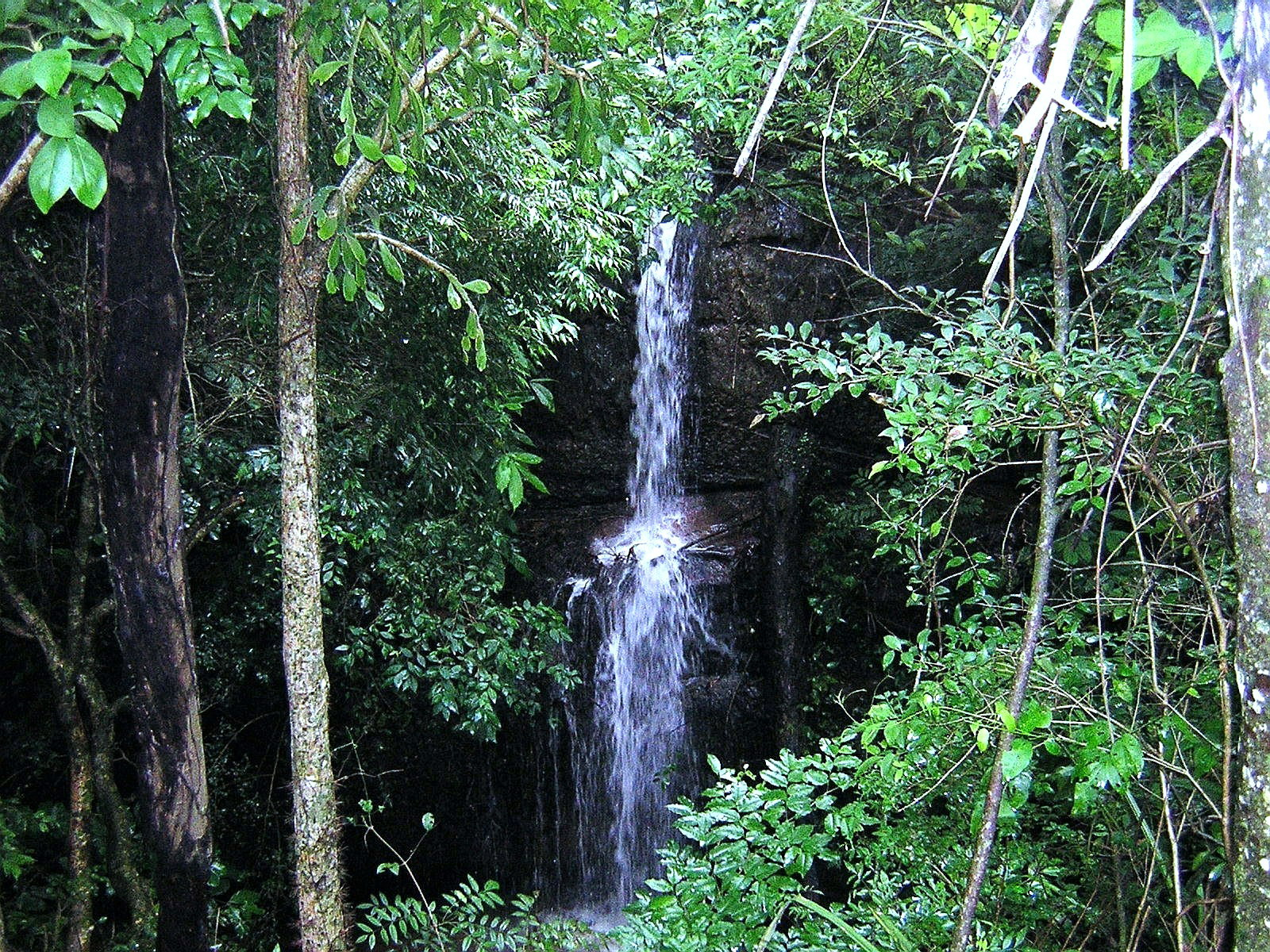
Salto Piroy.

El gran valor de la Reserva radica principalmente en su variedad, su fácil acceso y las posibilidades que ofrece para la realización de actividades de apreciación de la naturaleza y de educación ambiental, ya que tiene la particularidad de presentar una gran diversidad de ecosistemas y una excelente vista panorámica, pudiendo apreciarse desde allí hacia el sur el Cerro Santo Tomás, el Cerro Hu y el Cerro Pero, y al oeste el Valle de Pirayú y el Cerro Mbatoví. 
La cobertura vegetal incluye comunidades naturales representativas que abarcan, desde cimas rocosas con vegetación rastrera, hasta desfiladeros con cauces de agua y exuberante vegetación; y la fascinante Laguna de las Garzas, situada en el Área de Bosquescuela.

## Especies nativas

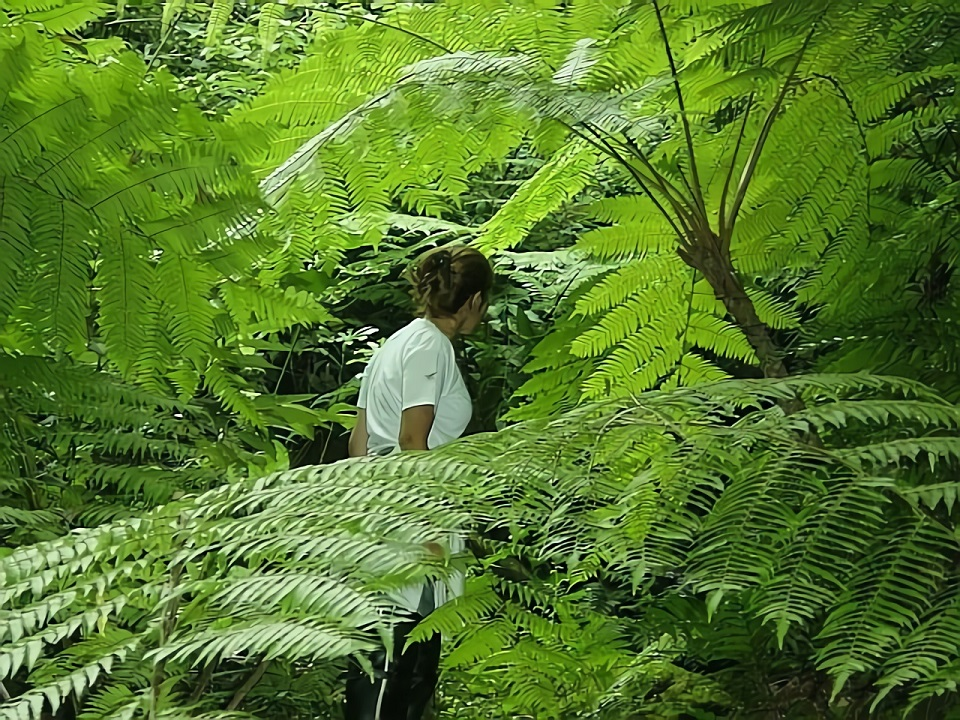
Helechos arborescentes.

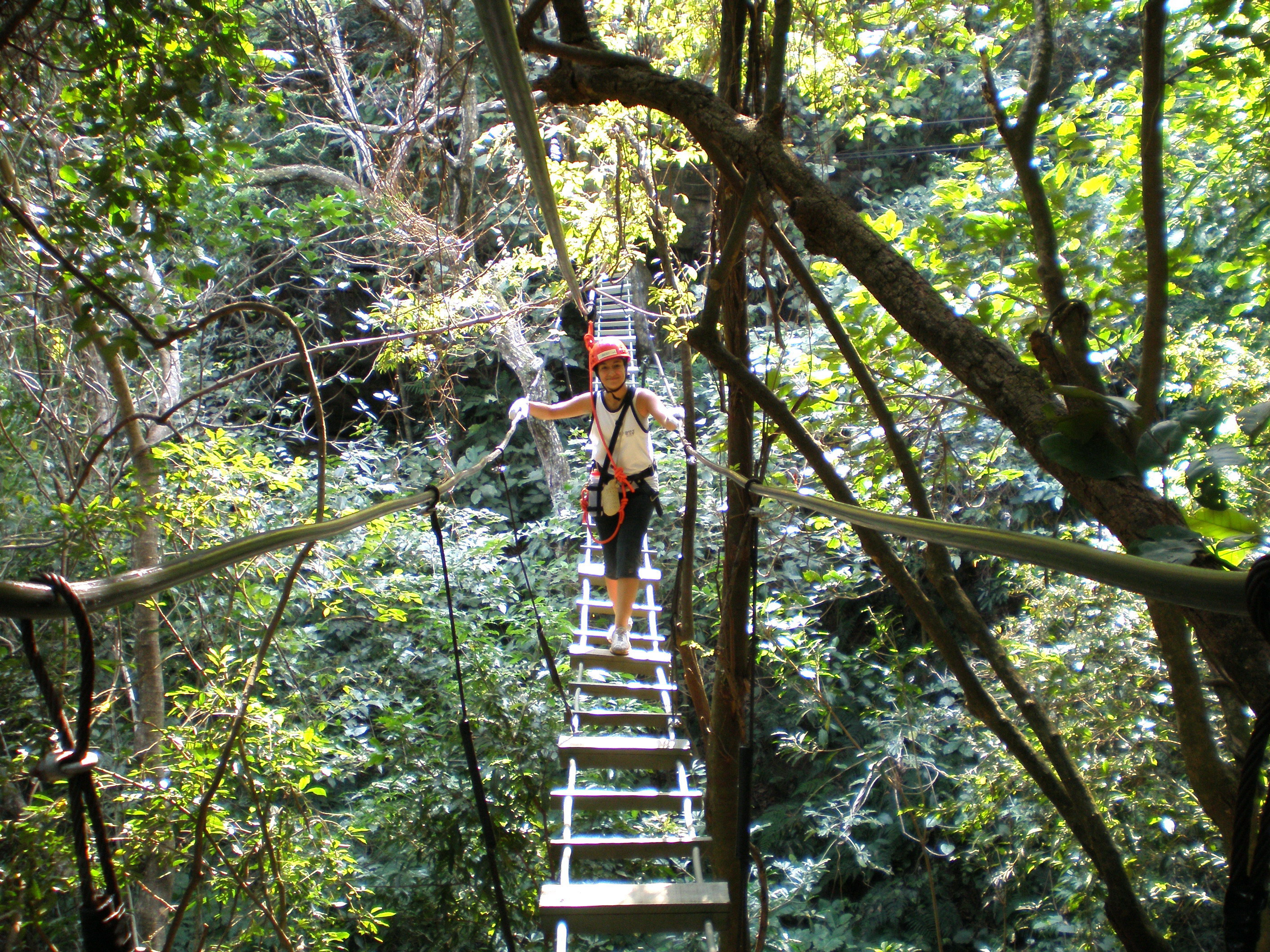
Puente colgante.

Arroyos con aguas sin contaminación, que nacen en el área, forman numerosas cascadas en cuyas márgenes existen comunidades de Chachi (Cyathea atrovirens), especie en peligro de extinción, y laderas rocosas cubiertas de helechos, culantrillos y líquenes, con pequeñas cuevas naturales. 
Las márgenes de estos arroyos están pobladas por un bosque alto con individuos maduros, bien estratificados y con mucha regeneración natural, incluyendo más de un centenar de especies nativas, tales como cedro, ybyraró, urundey, ybyrá pytá, tajy (lapacho), curupay, petereby, incienso, guayaibí, ambay, pacurí, mbaby, timbó, ybyrayú, jacarati-á, etc. 
También fueron identificadas numerosas especies de aves, varias de ellas endémicas del bosque atlántico interior, y una variedad aún indeterminada de reptiles y mamíferos, entre los que se destacan el agouti paca, el acutí sayju, el aguara'í, el tapití, y varias especies de armadillos, entre otros. 
En la ecorreserva Mbatoví es posible encontrar desde cactus hasta orquídeas silvestres, además de una  enorme variedad de helechos.

## Circuito de ecoaventura “Tapé Saingó”

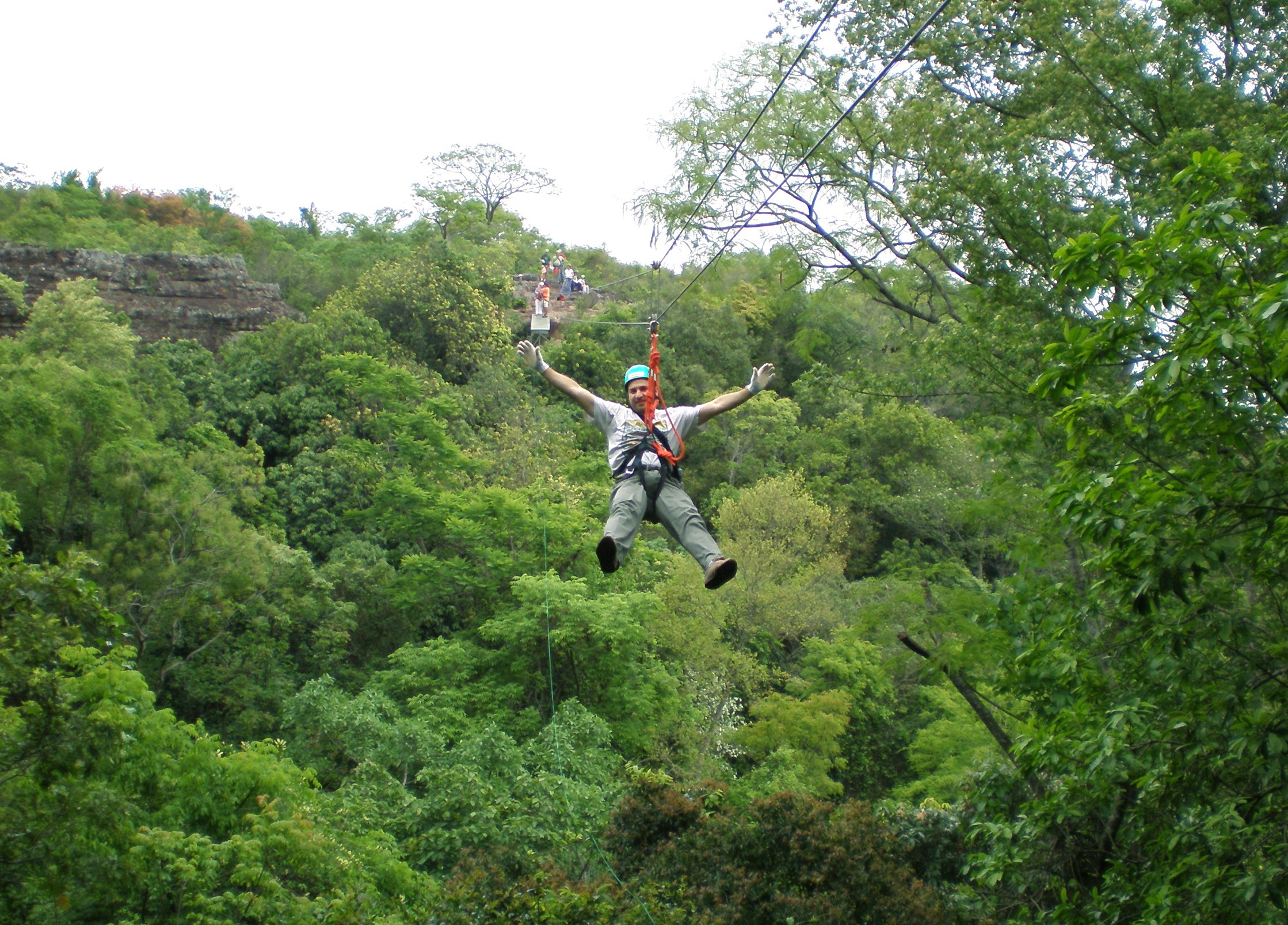
Tirolesa.

Constituye la principal atracción que ofrece la Reserva. Consiste en una serie de actividades de tres horas de duración, que se realizan a la altura de la copa de los árboles y en algunos casos por encima. 
Luego de asistir a una charla explicativa y recibir las instrucciones de seguridad, se comienza con una caminata por el sinuoso Sendero Yvaropy, de 1700 m de extensión, trazado en su mayor parte siguiendo caminos antiguos utilizados por los primeros habitantes del lugar, con algunas variantes que permiten conocer sitios que se preservaron a través del tiempo, mediante las leyendas que atribuían a tales lugares el carácter de morada de los duendes (Ybaropy).
Después de 10 minutos de caminata, se encuentran tres puentes colgantes suspendidos en el aire junto al dosel del bosque de la Ecorreserva. Luego de este primer contacto con la altura, continúa el trayecto con una caminata junto a un cautivante arroyuelo, con dirección hacia la primera Tirolesa de 120 metros de extensión y 35 metros de altura. A continuación el sendero conduce hasta el balcón natural de Itá Chororí, desde donde se aprecia una vista del bosque subtropical.  Desde allí, otro puente colgante permite llegar a la segunda Tirolesa, esta vez de 40 metros de altura, que pasa por encima de una gran variedad de árboles, a lo largo de 115 m de extensión. Se completa el descenso en rapel por una pared natural de la Cordillera. 
Finalmente se inicia el camino de regreso ascendiendo por un sendero de 700 m de extensión. Antes de llegar de nuevo a la explanada principal de la Reserva, se realiza una parada en el mirador 2, desde donde se aprecia una vista del Cerro Mbatoví y del Valle de Pirayú.